# Пеховице
Пеховице (пол. Piechowice, нем. Petersdorf)  —  город  в Польше, входит в Нижнесилезское воеводство,  Еленегурский повят.  Имеет статус городской гмины. Занимает площадь 43,29 км². Население — 6518 человек (на 2004 год).

## Города-побратимы
- Упице — Чехия